# Quercus imbricaria
Quercus imbricaria es un árbol caducifolio perteneciente a la familia de las fagáceas. Está clasificada en la Sección Lobatae; del roble rojo de América del Norte, Centroamérica y el norte de América del Sur que tienen los estilos largos, las bellotas maduran en 18 meses y tienen un sabor muy amargo.  Las hojas suelen tener lóbulos con las puntas afiladas, con  cerdas o con púas en el lóbulo.

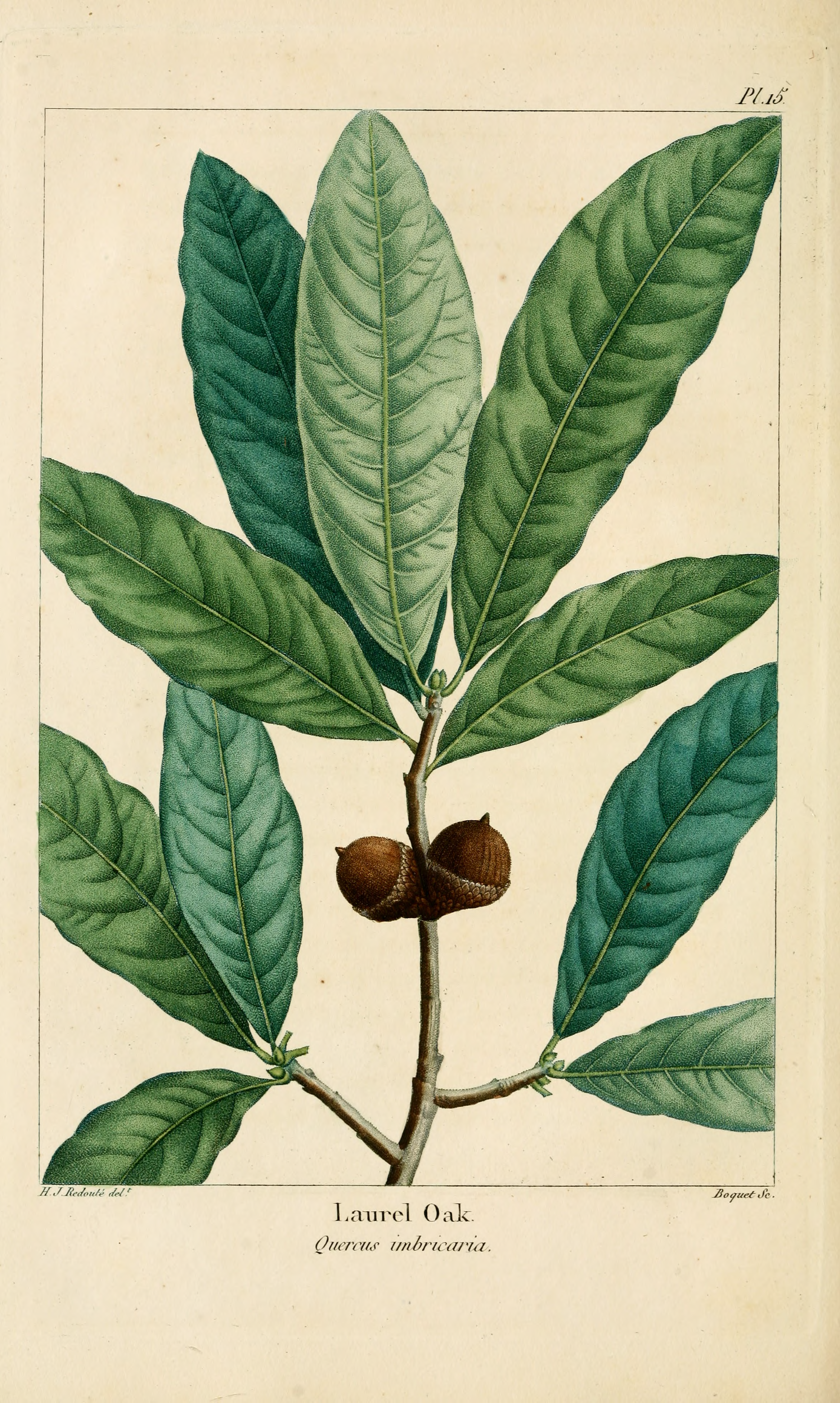
Ilustración

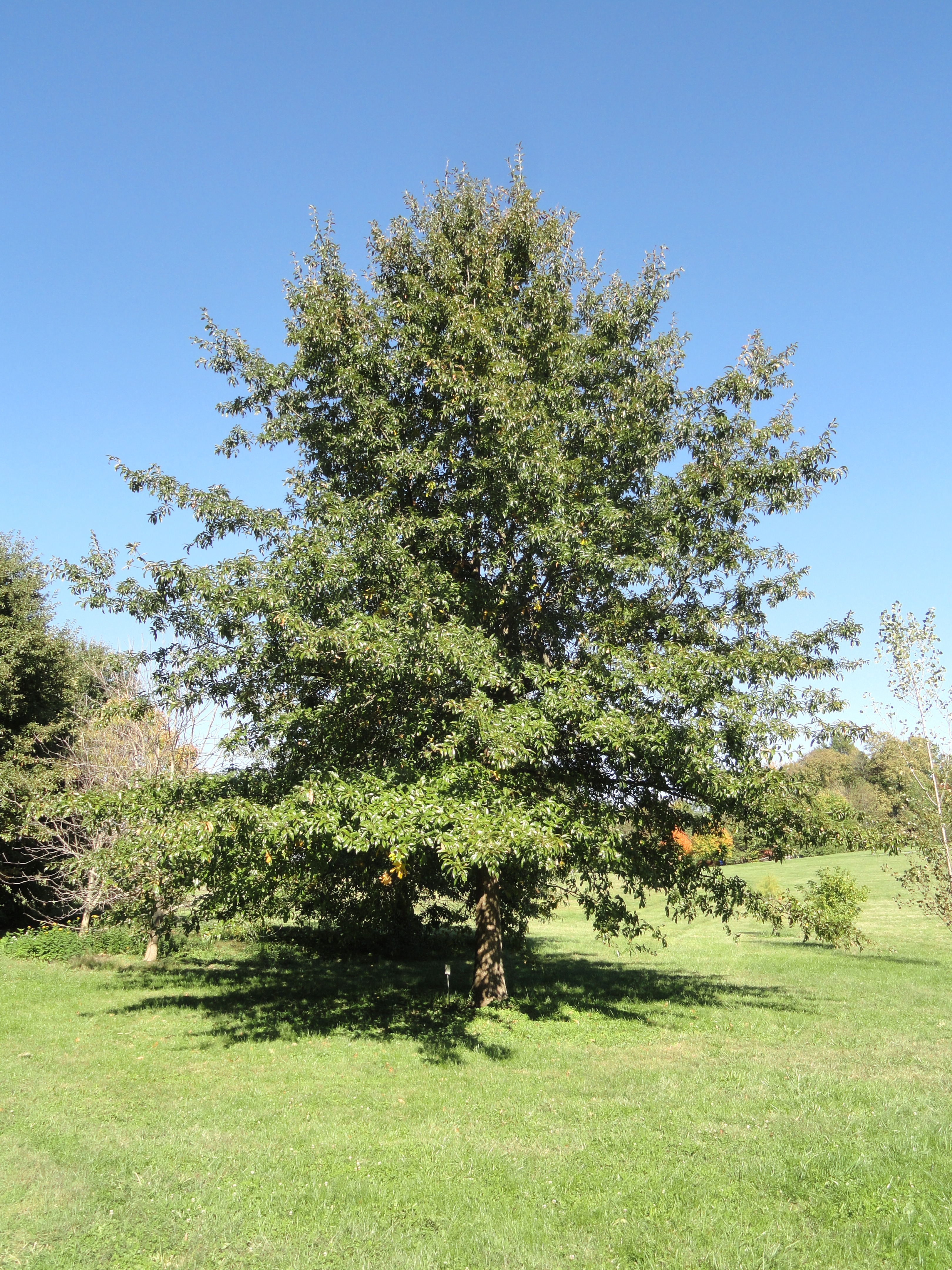
Vista del árbol

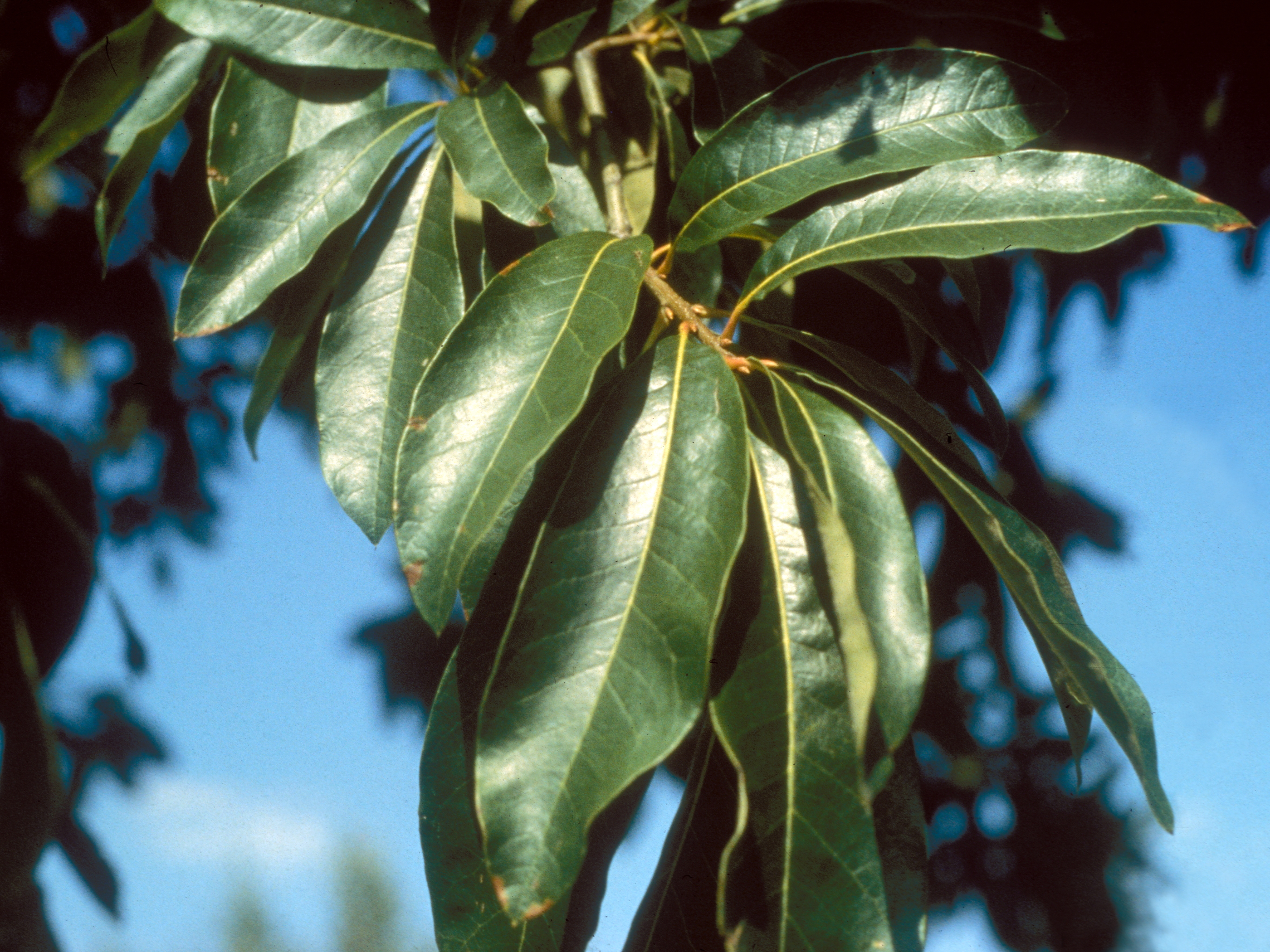
Hojas

## Distribución y hábitat
Es originaria principalmente a los del Medio Oeste y el Sur superior de América del Norte, desde el sur de Nueva York al oeste hasta el norte de Illinois y el este de Kansas y al sur con el centro de Alabama y Arkansas. Se encuentra con mayor frecuencia en las tierras altas con buen drenaje y con menor frecuencia a lo largo de los arroyos de las tierras bajas, a 100-700 m de altitud.

## Descripción
Es un árbol de tamaño mediano que crece hasta 20 m de altura, con un tronco de hasta 1 m de diámetro (raramente 1,4 m). Se distingue de la mayoría de los otros robles por sus hojas , que tienen forma de laurel, de 8-20 cm de largo y 1.5-7.5 cm de ancho, con un margen entero, de color verde brillante por encima, más pálido y algo velloso debajo. El fruto es una bellota de 9-18 mm de largo y de ancho, con una copa poco profunda, y que están maduros alrededor de 18 meses después de la polinización. Son un alimento importante para las ardillas y algunas aves .

## Usos
En el pasado, la madera era importante para la fabricación de tejas, de las cuales el nombre deriva. 

## Híbridos
- Q. × leana Nutt. (Q. velutina x Q. imbricaria) un híbrido natural con un crecimiento de 20 m, nativo del sudeste de América del Norte, también se encuentra en algunas colecciones europeas.

## Taxonomía
Quercus suber fue descrita por André Michaux y publicado en Histoire des Chênes de l'Amérique no. 9, pl. 15–16. 1801.
Etimología
Quercus: nombre genérico del latín que designaba igualmente al roble y a la encina.
imbricaria: epíteto latín que significa "superpuesto".
Sinonimia
- Erythrobalanus imbricaria (Michx.) O.Schwarz
- Quercus aprica Raf.
- Quercus latifolia Steud.
- Quercus phellos var. imbricaria (Michx.) A.DC.
- Quercus phellos var. imbricaria (Michx.) Spach
- Quercus sonchifolia Booth ex Petz. & G.Kirchn.[3][4]